# ジャン・ド・デュノワ

ロングヴィル伯の紋章

ジャン・ド・デュノワ（Jean de Dunois, 1402年11月23日 - 1468年11月24日）は、百年戦争期のフランスの貴族・軍人。フランス王シャルル6世の弟のオルレアン公ルイ・ド・ヴァロワと愛人マリエット・ダンギャンの息子。異母兄にオルレアン公シャルル・ド・ヴァロワ（フランス王ルイ12世の父）、アングレーム伯ジャン・ドルレアン（フランス王フランソワ1世の祖父）がいる。
デュノワ伯、ロングヴィル伯、パルトネーの領主。また、庶子であったため、侮蔑的な意味は含まれていないが、しばしば「オルレアンの私生児」（バタール・ドルレアン：bâtard d'Orléans）と呼ばれる。オルレアン＝ロングヴィル家の始祖。

## 生涯
1407年に父がブルゴーニュ公ジャン1世に暗殺され、オルレアン公位を継いだ異母兄シャルルも1415年のアジャンクールの戦いでイングランド軍の捕虜となった（もう1人の異母兄ジャンも1412年にイングランドへ護送）。身寄りがない中で宮廷に引き取られ、1歳年下の従弟である王太子シャルル（後のシャルル7世）と一緒に育てられた。
伯父シャルル6世の治世でデュノワ伯はフランスの内乱にアルマニャック派として参加し、1418年にブルゴーニュ派に捕えられた。2年後の1420年に解放された後はイングランドとの戦闘に従事、1421年のボージェの戦いでラ・イルと共にイングランド軍を打ち破り、騎士叙勲を授けられた。1427年もラ・イルと行動を共にしてモンタルジを包囲したイングランド軍の囲みを解くことにも成功している。
1428年10月からオルレアン攻略の総司令官となりラ・イルとジャン・ポトン・ド・ザントライユらと共にオルレアンへ入城、包囲したイングランド軍と対峙した（オルレアン包囲戦）。戦闘は長引き、1429年2月12日にイングランド補給部隊を叩こうとして逆に敗北する場面もあったが（ニシンの戦い）、4月29日にオルレアンに入城したジャンヌ・ダルクと共にイングランド側の砦を落とし、5月にオルレアンの包囲を取り除いた。デュノワ伯はこの戦い以降ジャンヌと行動を共にし、アランソン公ジャン2世やアンドレ・ド・ラヴァル、ジル・ド・レ、アルテュール・ド・リッシュモン大元帥と合流、6月18日のパテーの戦いでイングランド軍を撃破、ジャンヌが死ぬまでその許で戦い続けた。
ジャンヌの処刑後はリッシュモン大元帥に従い、1432年にシャルトルを奪取、1436年にパリをイングランドから解放した。1439年にシャルル7世が軍制改革と貴族への課税など中央集権化政策を発表すると一転して反抗、翌1440年にアランソン公、ブルボン公シャルル1世らと共に王太子ルイ（後のルイ11世）を擁立して反乱を起こしたが（プラグリーの乱）、リッシュモン大元帥に鎮圧されると元通りシャルル7世に仕えた。以後も重要任務を与えられ対立教皇フェリクス5世の退位交渉を務め、1449年に一軍を率いてノルマンディーの大半を征服ルーアンを陥落、1450年に反撃したイングランド軍をリッシュモン大元帥がフォルミニーの戦いで蹴散らすと合流してノルマンディーを完全平定した。1451年にボルドーを含むギュイエンヌ占領も果たし、イングランドのギュイエンヌ奪回も1453年のカスティヨンの戦いで挫折、百年戦争は終結を迎えた。
百年戦争終結後はかつての戦友であるアランソン公を逮捕（罪状は不明）、主君シャルル7世の死後にルイ11世として即位した王太子に不満を抱き、1465年に公益同盟に参加したが、ルイ11世と和解してオルレアン＝ロングヴィル家の地位を認められた。1468年に66歳で死去、長男フランソワがデュノワ伯位を相続した。

## 爵位・称号
- フランス大侍従（英語版）（1403年 - 1468年）（1歳から）
- ヴァルボネ（フランス語版）の領主（1421年 - ）
- クレー（フランス語版）の領主
- デュノワ伯（1439年 - 1468年）
- ロングヴィル伯（1443年 - 1468年）

## 結婚
1422年4月にブールジュでマリー・ルヴェ（1426年死去）と結婚。子供はいない。
1439年10月26日、マリー・ダルクール（1464年死去）と2度目の結婚。彼女はパルトネーの領主権を持っていた。2人の子供をもうけた。
- フランソワ - デュノワ伯、タンカルヴィル伯、ロングヴィル伯、モンゴメリ伯、ムーラン副伯など。
- カトリーヌ - ルシー伯ジャン7世（ヨハン・フォン・ザールブリュッケン）と結婚した。